# Прошкинский сельсовет
Про́шкинский сельсовет — упразднённые административно-территориальная единица и муниципальное образование со статусом сельского поселения в составе Шумихинского района (с июля 2020 года муниципального округа) Курганской области.
Административный центр — село Прошкино.

## История
В соответствии с Законом Курганской области от 6 июля 2004 года № 419 сельсовет наделён статусом сельского поселения.
Законом Курганской области от 27 июня 2018 года N 83, в состав Галкинского сельсовета было включено единственное село упразднённого Прошкинского сельсовета.

## Население
| 1989 | 2002 | 2010 | 2012 | 2013 | 2014 | 2015 |
| ---- | ---- | ---- | ---- | ---- | ---- | ---- |
| 440  | ↘332 | ↘198 | ↘178 | ↘162 | ↘147 | ↘145 |
| 2016 | 2017 | 2018 |      |      |      |      |
| ↘138 | ↘133 | ↘128 |      |      |      |      |

## Состав сельского поселения
| № | Населённый пункт | Тип населённого пункта       | Население |
| - | ---------------- | ---------------------------- | --------- |
| 1 | Прошкино         | село, административный центр | ↘128      |